# 液体酸素

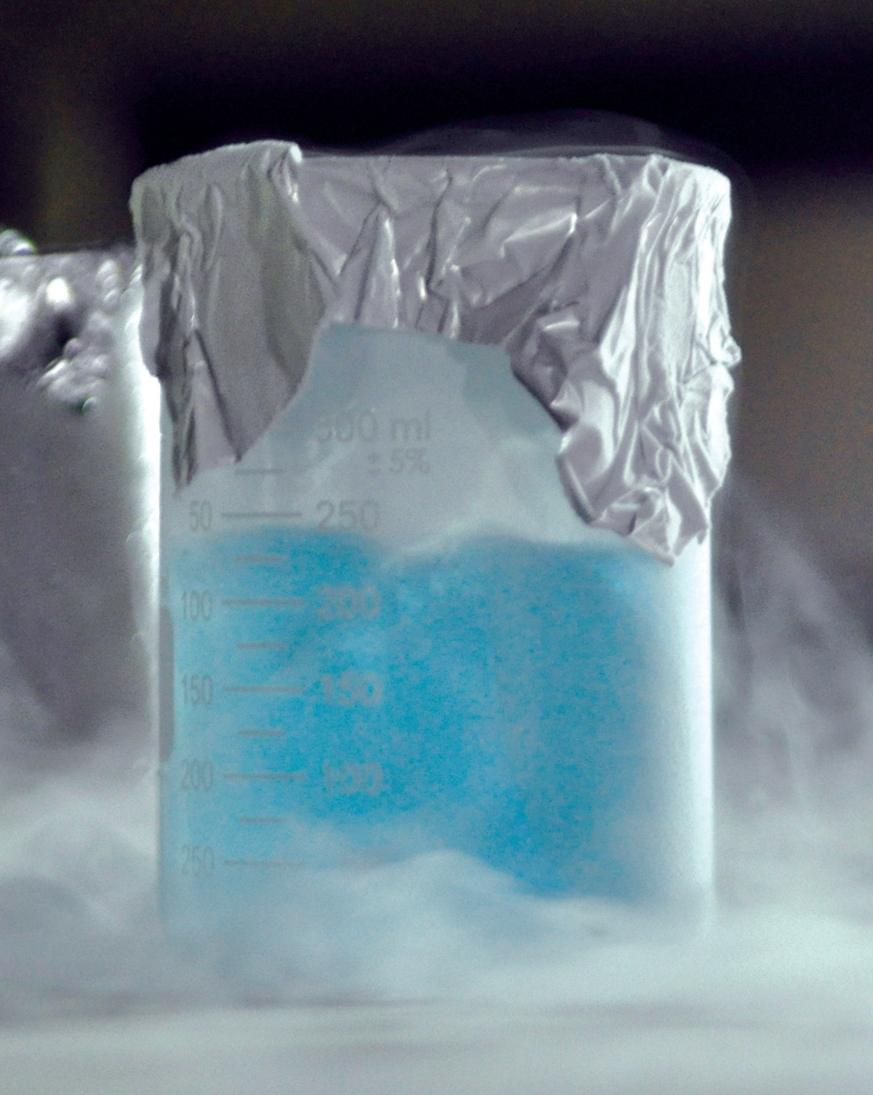
無色ガラス容器内の液体酸素

液体酸素（えきたいさんそ）とは、液化した酸素のこと。酸素の沸点は−183℃、凝固点は−219℃である。製鉄や医療現場の酸素源やロケットの酸化剤として利用され、LOX (Liquid OXygen)、LO2のように略称される。有機化合物に触れると爆発的に反応することがある。

## 製法と性質
液体酸素は淡い青色を呈する液体である。重量は1141キログラム/立方メートルであり水よりやや重い。常磁性を持ち、強い磁石（強い磁場）に引き寄せられる。
断熱膨張（ジュール＝トムソン効果）により液化した空気から分留される。液体窒素の沸点 (77K) は酸素 (90K) より低いため、液体空気から酸素を容易に濃縮できる。化学実験でしばしば用いられる、デュワー瓶に液体窒素を満たした冷却トラップを大気に開放したまま放置すると、液体酸素がたまる。液体酸素は強い酸化作用を持ち、接触した有機物を速やかに酸化する。このため液体水素、ケロシンなどと組み合わせてロケットエンジンの推進剤として用いられている。またその固体である固体酸素は状況下によって非常に様々な性質に変化する。
また一部の販売されている液体酸素には合成臭気成分であるジメチルスルフィドが添加されている。もし使用者が臭気を感じれば酸素が環境に漏れ出している可能性がある。

## 用途

### 医療現場での酸素源

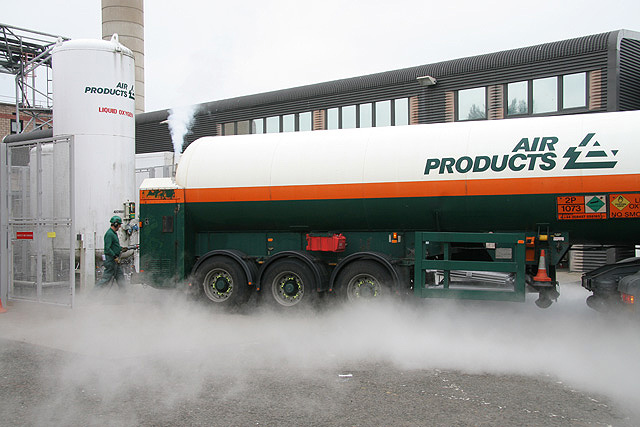
病院の液体酸素タンクにタンクローリーから液体酸素を補給する光景（スコットランド、2008年）

大きな病院では従来のような酸素ボンベによる供給では無く、館内に敷設した酸素配管を通して、大きな液体酸素タンクから気化させた酸素を配給している。個別のボンベを準備せずに済み、大量購入によるコスト削減の他、ボンベの残量を気にする必要が無くなるなどの利点があるが、設備の設置、維持・管理にコストがかかる。

### 製鉄現場での酸素源
転炉法が開発された当初、それは転炉の底から空気を吹き上げるというものだった。現在では上から酸素を吹きこむ方式に変わっている。融けた銑鉄に酸素を吹き込む事で不純物を焼き飛ばし、鉄の純度を高める。製鉄所では大量の酸素が消費されるため、工場内に酸素製造設備が設置される。

### ロケットの推進剤

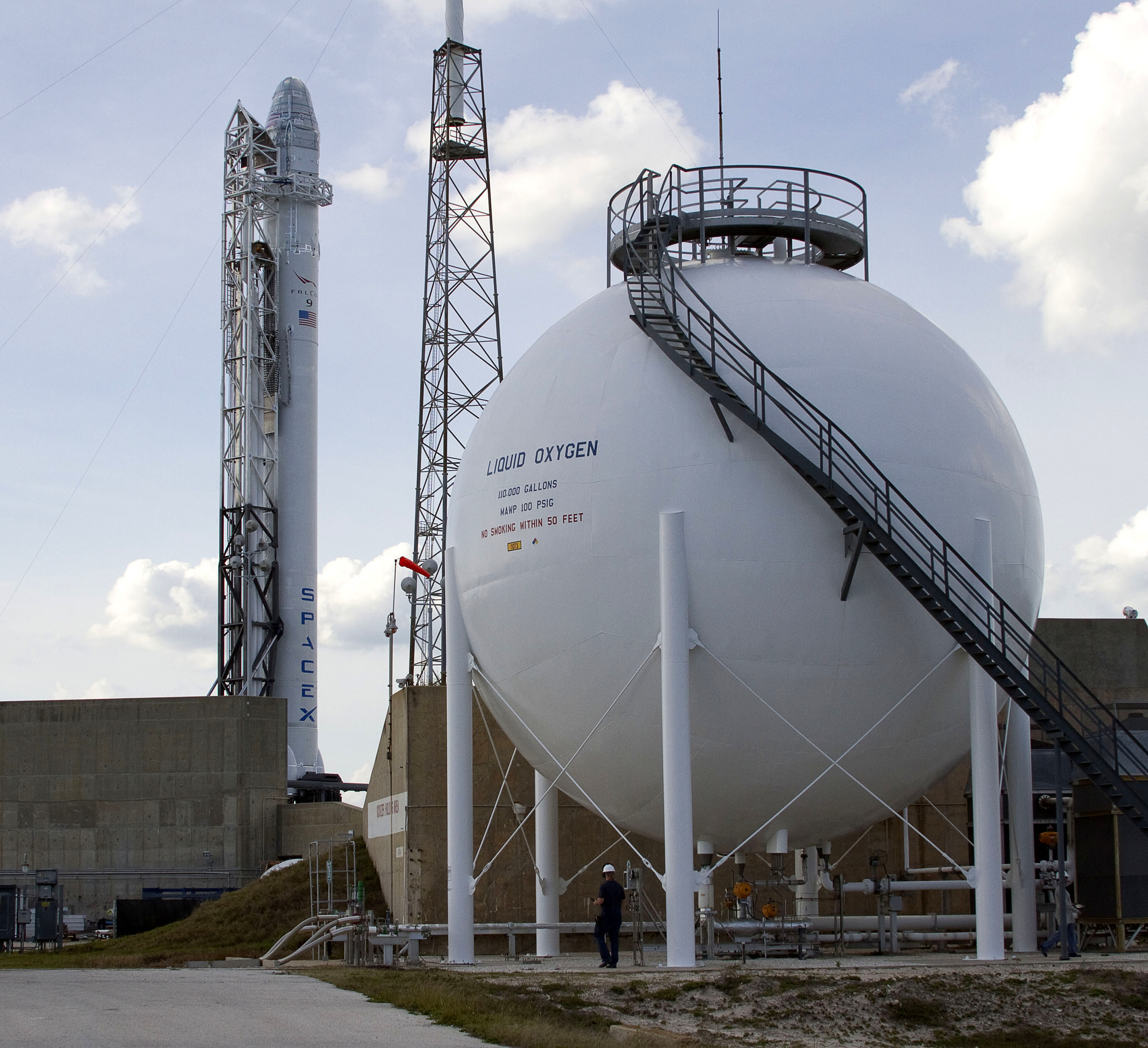
ロケット発射場の液体酸素タンク（ケープカナベラル空軍基地、2012年）

ロケットエンジンは原理上、大気中の酸素を燃焼（酸化）に利用せず、ケロシンなどの狭義の燃料に加えて、酸素、過酸化水素、四酸化二窒素、硝酸といった酸化剤のうちいずれかをあらかじめロケットに積載する。このうち酸素は常温常圧状態に戻った際の毒性が低いこともあり、弾道ロケットの黎明期から現代に至るまで広く利用され、液体酸素の形で積載される。
液体酸素を用いた初期のロケットには以下のものがある。
V2/A4
ナチス・ドイツが開発した世界最初の弾道ミサイルであるV2ロケットは、燃料として水・エタノール混合物と液体酸素を用いていた。この方式はV2/A4の設計を拡大する事でミサイルを開発していた旧ソ連のその後のミサイル・ロケットでも多く採用されている。V2は野戦機動が考慮されており、ロケット運搬車、断熱タンクを備えた液体酸素運搬車、アルコール運搬車、電源車、指揮車など約30台の支援車両によって戦場を移動し、発射地点で4 - 6時間の準備で発射することができた。
R-7
旧ソ連が開発し、配備した世界最初の大陸間弾道弾(ICBM)であるR-7(SS-6 Sapwood)は、燃料としてケロシンと液体酸素を用いたRD-108エンジンとRD-107ストラップオンブースターを備えていた。R-7は人工衛星打ち上げロケットボストークに転用され、歴史に残る輝かしい業績を上げた。その後改良を加えつつ現在もソユーズのエンジンとして運用されている。
レッドストーン
SSM-A-14/PGM-11 レッドストーンは、フォン・ブラウンがアメリカで最初に作り上げたロケットで、米軍に最初に配備された弾道ミサイルとなった。A4の流れを汲むA-7エンジンは燃料として水・エタノール混合物と液体酸素を用いた。
アトラス
アメリカで最初に配備されたICBMであるSM-65/CGM-16/HGM-16 アトラスは、燃料としてケロシンと液体酸素を用いるXLR-105-5エンジンに二本のLR-101-NA7ブースターエンジンが取り付けられていた。
また現在でも、アメリカのスペースシャトルやロシアのソユーズ、日本のH-IIロケットなどに広く使われている。一般には燃料にケロシンか液体水素が使われる。

### 爆薬
液体酸素爆薬
液体酸素と炭素粉末を混合して作られた代用爆薬の一種で現在では使用されていない。